# Религијски комунизам
Религиозни комунизам - верски комунизам је облик комунизма фокусиран на принципима религије. Термин се обично односи на низ егалитаристичких и утопијских верских заједница које се добровољно одричу приватног власништва, тако да су добити друштва распоређени у складу са потребама сваког појединца и његовог рада у складу са њиховом способношћу. Термин „религијски комунизам“ се такође користи да објасни идеју појединаца и верских група које се залажу за усвајање комунистичке политичке идеје у већем обиму, често приступање комунистичком покрету секулариста представља њихов напор да сломе капитализам.
Употреба речи комунизма у религијском контексту претходи коришћење речи као термин да опише виши секуларни облик комунизма како се залагао Франсоа Бабоф у 18. веку и Карл Маркс у 19. веку. Због анти-религиозне природе марксизма, многи религиозни људи на политичкој десници, одбацује коришћење термина комунизма да се односи на верска комунална друштва и преферира термин комунализам уместо комунизам.

## Примери религијског комунизма
Термин религијски комунизам је уметнут у друштвени поредак који је направљен од стране верских вођа хришћанства, таоизма, хиндуизма и будизма итд. Иако ислам не прати редослед, неки стручњаци су открили велики број других паралелних односа између комунизма са Шеријатским правом.
Ту је и дебата која комунистички систем руководи принципима сличним причи из Новог завета и у Еванђељу који говори живот раних хришћана у раној Црквеној заједници. По неким хришћанским заједницама у то време је такође распоређен тип њихове заједнице на принципима сличним модерном социјалистичком друштву.
Разне друге хришћанске заједнице су се организовале и заједно живеле с сличним принципима од тада. Због генерално мале величине ових заједница, мало се зна о онима за које се верује да су постојале више од пре неколико векова. Постоји неколико примера из недавне историје, међутим, укључујући и пуританце у Колонији Плимут, шејкери, Друштво хармоније, Хутерити, неке групе унутар верског друштва пријатеља (квекера), и Сједињених Реда.
Покрет Копачи у Енглеској у 1649. години се такође може користити као пример религијског-верског комунизма. Покрет је посебно подржавао власништва над земљиштем (комуналног упоришта).